# Ectrodactilia

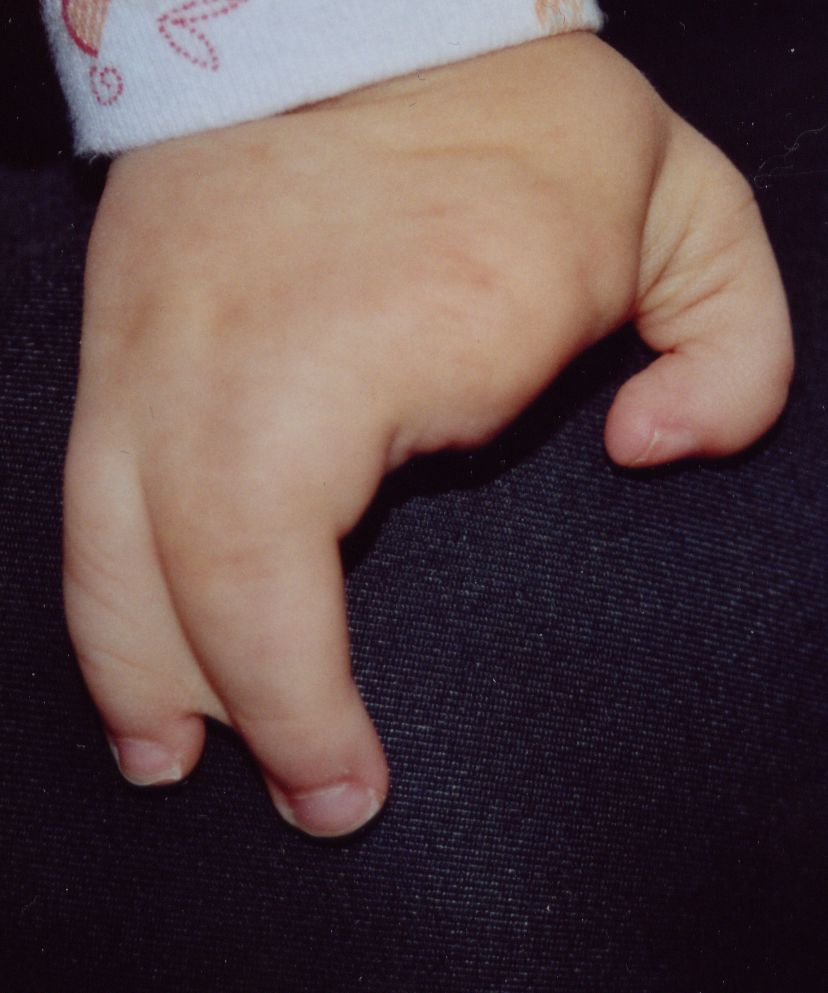
Criança com mão fendida. É possível observar a ocorrência de sindactilia nos últimos dedos.

Ectrodactilia é uma deformidade em que há ausência de um ou mais dedos centrais das mãos ou dos pés. Consequentemente, as mãos ou os pés assumem uma aparência característica como se fossem presas de lagosta. Pode haver sindactilia dos dedos. Ela afeta cerca de 1 em 18.000 recém-nascidos, e também é visto em sapos, rãs, salamandras, ratos, coelhos, vacas, galinhas, macacos, cães, gatos e peixes-boi

## Pesquisa
Vários genes têm sido implicados na ectrodactilia, mas o responsável pela mutação permanece ser um mistério em dois terços dos indivíduos afectados. Usando camundongos e CRISPR/Cas, do Instituto Max Planck de Genética Molecular e da Universidade de Ulm criaram ratos com uma variedade de mutações em um novo gene (ZAK) por trás da deformidade da mão e do pé em menos de 10 semanas.